# Michael Coronini-Cronberg
Michael Coronini-Cronberg (it: Michele Coronini Cronberg) (* 31. August 1793 in Görz; † 29. Mai 1876 in Paris) war ein österreichischer Graf aus dem Adelsgeschlecht Coronini von Cronberg und Politiker.

## Leben
Coronini-Cronberg, der katholischer Konfession war, war der einzige Sohn des Grafen Giancarlo Coronini-Cronberg (1770–1803) und dessen Ehefrau Amalia geborene Lantieri. Bereits im Alter von zehn Jahren erbte er nach dem Tod seines Vaters den Familienbesitz. Er zog nach Wien zu Graf Philipp von Cobenzl und besuchte dort die Schule. Nach dem Tod von Philipp von Cobenzl im Jahr 1810 benannte dieser Michael Coronini-Cronberg testamentarisch als Universalerben. Am 26. Oktober 1812 heiratete Michael Coronini-Cronberg Sofie de Fagan (1792–1857) eine französische Adlige irischer Abstammung, die mütterlicherseits mit den Cobenzls verwandt war. Aus der Ehe gingen die Kinder Alfred (1814–1845), Ernst (1815–1885), Matilde und Karl (1818–1910) hervor.
Coronini-Cronberg war damit Besitzer der Herrschaften Cronberg, Grafenberg, Haasberg, Steegberg, Loitsch, Luegg, Leutenburg, Hopfenbach, Krain, Canale und Dornberg. Er war seit 1814 k. k. Kämmerer; Oberst-Mundschenk der Grafschaft Görz und Gradisca, seit 1810 Oberst-Erblandmundschenk von Krain und der windischen Mark. Er lebte von 1820 bis 1862 auf seinem Schloss bei Görz und dann seit 1862 in Wien, später in Paris. Ab 1833 ließ er das 1820 erworbene Schloss umfangreich umbauen und erweitern.
Er schlug eine Karriere als Diplomat ein und war unter anderem in Wien, Florenz, Rom, Gaeta, Neapel und Paris tätig.
Eine vom dänischen Bildhauer Bertel Thorvaldsen geschaffenen Büste von Coronini-Cronberg befindet sich in der Sammlung des Palazzo Coronini Cronberg.

## Politik
Coronini-Cronberg war bis 1851 Stadtrat und Mitglied der Kommission für den Bau der Eisenbahn in der Stadt Görz. Vom 20. Mai 1848 bis zum 13. April 1849 war er für den Wahlkreis 3. Küstenland (Görz) Abgeordneter der Frankfurter Nationalversammlung. Dort blieb er fraktionslos und stimmte überwiegend mit dem Rechten Zentrum. Er gehörte zu den Abgeordneten, die gegen die Wahl Friedrich Wilhelms IV. zum Kaiser der Deutschen stimmten. Ab dem 26. Mai 1848 gehörte er dem Ausschuss für die Marine an.
Er gehörte von 1862 bis 1876 dem Herrenhaus des Reichsrates als Mitglied auf Lebenszeit an.
Daneben war er Mitglied des Landwirtschaftsrates (Societa Agraria) in Görz und bis 1833 dort Präsident und Gründer des Istituto dei Fanciulli Abbandonati (Waisenhaus) in Görz.